# 大宮町 (三重県)
大宮町（おおみやちょう）は、かつて三重県度会郡にあった町。南勢地域（伊勢志摩）に含まれる。
2005年（平成17年）2月14日には、紀勢町・大内山村と合併して大紀町が発足し、大宮町は廃止された。

## 地理
- 河川: 宮川、大内山川、藤川

### 隣接していた自治体
- 多気郡：大台町、
- 度会郡：紀勢町、度会町、南島町

## 歴史

### 町名の由来
1956年の大宮町誕生時に、町内を流れる大内山川（宮川最大の支流）と宮川から1文字ずつ取ると同時に、伊勢神宮別宮の瀧原宮を心のよりどころとして「大宮」と命名された。合併により「滝原」の地名が消えることを惜しんだ住民の希望により、瀧原宮のある野後は滝原へ改称された。

### 沿革
- 1956年（昭和31年）9月30日 - 滝原町・七保村が合併して大宮町が発足。
- 2005年（平成17年）2月14日 - 紀勢町・大内山村と合併して大紀町が発足。同日大宮町廃止。

## 行政
- 町長：柏木廣文

## 教育

### 中学校
- 大宮町立大宮中学校
大宮町立青陵中学校と大宮町立滝原中学校の統合により1994年（平成6年）4月に開校。

### 小学校
- 大宮町立七保小学校
大宮町立七保第一小学校、大宮町立七保第二小学校、大宮町立七保第三小学校の統合により2001年（平成13年）4月に開校。
- 大宮町立大宮小学校
大宮町立滝原小学校と大宮町立阿曽小学校の統合により平成15年4月に開校。

## 交通

### 鉄道
役場の最寄駅は大台町にある滝原駅であったが、町内の駅としては阿曽駅しかなかった。
- 東海旅客鉄道
  - 紀勢本線
    - （大台町） - 阿曽駅 - （紀勢町）

### 一般国道
- 国道42号

### 三重県道
主要地方道
- 三重県道38号伊勢大宮線
- 三重県道46号南島大宮大台線

一般県道
- 三重県道151号度会大宮線
- 三重県道536号滝原停車場滝原線
- 三重県道537号阿曽停車場線
- 三重県道711号新田野原線
- 三重県道731号川合大宮線
- 三重県道747号打見大台線

## 名所・旧跡・観光スポット・娯楽施設
- 瀧原宮
  - 若宮神社
  - 長由介・川島神社
- 多岐原神社
- 大宮映画劇場 - 1960年（昭和35年）の度会郡には16館の映画館があった[注 1]。
- 頓登座
- 阿曽東映
- 阿曽温泉